# Carlos Hermosillo
Carlos Manuel Hermosillo Goytortua (* 24. August 1964 in Cerro Azul, Veracruz) ist ein ehemaliger mexikanischer Fußballspieler. Er spielte außerdem für die mexikanische Fußballnationalmannschaft. Aufgrund seiner für mexikanische Verhältnisse außergewöhnlichen Größe (1,88 m) wurde er oft „el grandote de Cerro Azul“ (der Große aus Cerro Azul) genannt.

## Leben

### Vereine
Hermosillo startete seine Karriere bei Club América in der Saison 1983–84. Die meiste Zeit seiner Karriere spielte er in seiner Heimat, wo er auch bei Monterrey, CD Cruz Azul, Necaxa, Atlante, und den Chivas spielte. Carlos spielte seine besten Saisons 1994–95 und 1995–96, in denen er für Cruz Azul 35 bzw. 36 Tore erzielte. Hermosillo spielte aber auch im Ausland bei Standard Lüttich (1989–90) und in der Major League Soccer bei Los Angeles Galaxy. Bei Galaxy machte er 14 Tore und 15 Vorlagen.
Zu den bekanntesten Momenten seiner Karriere zählt der Titelgewinn in der Wintersaison 1997 mit CD Cruz Azul gegen León. In der Verlängerung erzielte er im Gesicht blutend einen Golden-Goal-Elfmeter, nachdem er vom Torwart Ángel Comizzo auf brutalste Art getreten worden war.
Hermosillo beendete 2001 seine aktive Spielerkarriere.

### Nationalmannschaft
Hermosillo gehört mit Luis Hernández und Jared Borgetti zu den besten Torschützen der mexikanischen Fußballnationalmannschaft mit 35 Treffern (in 90 Spielen zwischen 1984 und 1997). Außerdem nahm er bei der Fußball-Weltmeisterschaft 1994 teil, bei der er jedoch kein Tor erzielte.

## Erfolge
- Mexikanischer Meister: 1984, 1985, 1988, 1989, Invierno 1997, Invierno 1998